# Brachytarsophrys
Brachytarsophrys es un género de anfibios perteneciente a  la familia Megophryidae.  Se distribuyen por el norte de Tailandia, el sur de Birmania, el norte de Vietnam y el sur de China.

## Especies
Se reconocen las 7 siguientes según ASW:
- Brachytarsophrys guilinensis Wu, Pan, Xiao, Chen, Yu & Wei, 2025[2]
- Brachytarsophrys carinense (Boulenger, 1889)
- Brachytarsophrys chuannanensis Fei, Ye & Huang, 2001
- Brachytarsophrys feae (Boulenger, 1887)
- Brachytarsophrys intermedia (Smith, 1921)
- Brachytarsophrys popei Zhao, Yang, Chen, Chen & Wang, 2014[3]
- Brachytarsophrys wenshanensis He, Ai, Huang, Li, Liu, Lan, Chen & Yuan, 2024[4]